# Agatha Christie vijflingenreeks
De vijflingenreeks bestaat uit een serie van 27 bundelingen met ieder drie korte verhalen en twee misdaad-/ detectiveromans geschreven door Agatha Christie. Met uitzondering van de zesde vijfling, is er een vaste volgorde: kort verhaal - roman - kort verhaal - roman - kort verhaal. De eerste vijfling bundel werd voor het eerst uitgegeven door Luitingh-Sijthoff in 1965. In de jaren daarna verscheen ieder jaar een nieuwe tot 1991. In dat jaar verscheen de laatste in de reeks: de zevenentwintigste vijfling.

De meeste korte verhalen zijn ook verschenen in Nederlandstalige bundels. Drie verhalen zijn alleen in vijflingen verschenen: Commedia dell'arte, Hoe staat je tuintje erbij? (beide in de 4e) en Miss Marple vertelt (5e) .
| Titel vijfling                    | Nederlandse titel                                    | Oorspronkelijke titel                                         |
| --------------------------------- | ---------------------------------------------------- | ------------------------------------------------------------- |
| eerste vijfling (1965)            | "Getuige à charge"                                   | "The witness for the prosecution"                             |
| eerste vijfling (1965)            | "Dood van een danseres"                              | "The body in the library"                                     |
| eerste vijfling (1965)            | "De muizeval"                                        | "Three blind mice"                                            |
| eerste vijfling (1965)            | "Een kat tussen de duiven"                           | "Cat among the pigeons"                                       |
| eerste vijfling (1965)            | "Avontuur met een kerstpudding"                      | "The adventure of the Christmas pudding"                      |
| tweede vijfling (1966)            | "Het mysterie van de Spaanse kist"                   | "The mystery of the Spanish chest"                            |
| tweede vijfling (1966)            | "Een handvol rogge"                                  | "A pocket full of rye"                                        |
| tweede vijfling (1966)            | "De getergde"                                        | "The underdog"                                                |
| tweede vijfling (1966)            | "Vijf kleine biggetjes"                              | "Five little pigs"                                            |
| tweede vijfling (1966)            | "Het geval van het volmaakte kamermeisje"            | "The case of the perfect maid"                                |
| derde vijfling (1967)             | "Het heilzame vergif"                                | "Philomel cottage"                                            |
| derde vijfling (1967)             | "Tien kleine negertjes"                              | "Ten little niggers"                                          |
| derde vijfling (1967)             | "Moord op no. 14"                                    | "Murder on no. 14 (Murder in the news)"                       |
| derde vijfling (1967)             | "Overal is de duivel"                                | "Evil under the sun"                                          |
| derde vijfling (1967)             | "Het toevluchtsoord"                                 | "Sanctuary"                                                   |
| vierde vijfling (1968)            | "Commedia dell'arte"                                 | "The affair at the Victory Ball"                              |
| vierde vijfling (1968)            | "Kerstmis van Poirot"                                | "Hercule Poirots Christmas"                                   |
| vierde vijfling (1968)            | "Hoe staat je tuintje erbij?"                        | "How does your garden grow"                                   |
| vierde vijfling (1968)            | "De vier klokken"                                    | "The clocks"                                                  |
| vierde vijfling (1968)            | "Moord aan boord"                                    | "Murder at sea (Problem at sea)"                              |
| vijfde vijfling (1969)            | "De dinsdagavondclub"                                | "The Tuesday night club"                                      |
| vijfde vijfling (1969)            | "Wie adverteert een moord!"                          | "A murder is announced"                                       |
| vijfde vijfling (1969)            | "Miss Marple vertelt"                                | "Miss Marple tells a story"                                   |
| vijfde vijfling (1969)            | "In Hotel Bertram"                                   | "At Bertram's Hotel"                                          |
| vijfde vijfling (1969)            | "De blunder van Greenshaw"                           | "Greenshaw's folly"                                           |
| zesde vijfling (1970)             | "De geheime tegenstander"                            | "The secret adversary"                                        |
| zesde vijfling (1970)             | "Het internationaal detectivebureau"                 | "A fairy in the flat; A pot of tea"                           |
| zesde vijfling (1970)             | "Het schouderklopje van inspecteur Marriot"          | "The affair of the pink pearl; The crackler"                  |
| zesde vijfling (1970)             | "De man die no. 16 was"                              | "The affair of the sinister stranger; The man who was no. 16" |
| zesde vijfling (1970)             | "N of M?"                                            | "N or M?"                                                     |
| zevende vijfling (1971)           | "De gesluierde dame"                                 | "The veiled lady"                                             |
| zevende vijfling (1971)           | "Brief van een dode"                                 | "Dumb witness"                                                |
| zevende vijfling (1971)           | "De minister die niet van de bonbons af kon blijven" | "The chocolate box"                                           |
| zevende vijfling (1971)           | "Lord Edgware sterft"                                | "Lord Edgware dies"                                           |
| zevende vijfling (1971)           | "Het geheim van de dode Chinees"                     | "The lost mine"                                               |
| achtste vijfling (1972)           | "Dood door verdrinking"                              | "Death by drowning"                                           |
| achtste vijfling (1972)           | "Trein 16.50"                                        | "The 4.50 from Paddington"                                    |
| achtste vijfling (1972)           | "Een tragedie met Kerstmis"                          | "A Christmas tragedy"                                         |
| achtste vijfling (1972)           | "Na de begrafenis"                                   | "After the funeral"                                           |
| achtste vijfling (1972)           | "De gezelschapsdame"                                 | "The companion"                                               |
| negende vijfling (1973)           | "Jane zoekt een baan"                                | "Jane in search of a job"                                     |
| negende vijfling (1973)           | "De pop in de schoorsteen"                           | "By the pricking of my thumbs"                                |
| negende vijfling (1973)           | "De Plymouth-expres"                                 | "The Plymouth Express"                                        |
| negende vijfling (1973)           | "Moord in het vliegtuig"                             | "Death in the clouds"                                         |
| negende vijfling (1973)           | "Poirot komt te laat"                                | "The Cornish mystery"                                         |
| tiende vijfling (1974)            | "Het meisje in de trein"                             | "The girl in the train"                                       |
| tiende vijfling (1974)            | "Poirot komt terug"                                  | "Mrs. McGinty's dead"                                         |
| tiende vijfling (1974)            | "Het avontuur van meneer Eastwood"                   | "Mr. Eastwood's adventure"                                    |
| tiende vijfling (1974)            | "Moord op de golflinks"                              | "The murder on the links"                                     |
| tiende vijfling (1974)            | "Het Listerdale-mysterie"                            | "The Listerdale mystery"                                      |
| elfde vijfling (1975)             | "Het wespennest"                                     | "Wasps' nest"                                                 |
| elfde vijfling (1975)             | "Moord in de martelstoel"                            | "One, two, buckle my shoe"                                    |
| elfde vijfling (1975)             | "Mysterie in Market Basing"                          | "The Market Basing mystery"                                   |
| elfde vijfling (1975)             | "De Laagte"                                          | "The Hollow"                                                  |
| elfde vijfling (1975)             | "Een handvol juwelen"                                | "The double clue"                                             |
| twaalfde vijfling (1976)          | "Het verborgen testament"                            | "The case of the missing will"                                |
| twaalfde vijfling (1976)          | "Het geheim van de blauwe trein"                     | "The mystery of the blue train"                               |
| twaalfde vijfling (1976)          | "De heer snijden"                                    | "Finessing the king / The gentleman dressed in newspaper"     |
| twaalfde vijfling (1976)          | "Moord in de bibliotheek"                            | "Postern of fate"                                             |
| twaalfde vijfling (1976)          | "Een droom"                                          | "The dream"                                                   |
| dertiende vijfling (1977)         | "Het rode sein"                                      | "The red signal"                                              |
| dertiende vijfling (1977)         | "Met onbekende bestemming"                           | "Destination unknown"                                         |
| dertiende vijfling (1977)         | "De smaragd van de radja"                            | "The Rajah's emerald"                                         |
| dertiende vijfling (1977)         | "De grote vier"                                      | "The big four"                                                |
| dertiende vijfling (1977)         | "Een portie bramentaart"                             | "Four-and-twenty blackbirds"                                  |
| veertiende vijfling (1978)        | "Dubbele zonde"                                      | "Double sin"                                                  |
| veertiende vijfling (1978)        | "De eindeloze nacht"                                 | "Endless night"                                               |
| veertiende vijfling (1978)        | "Verdwijning in Clapham"                             | "The adventure of the Clapham cook"                           |
| veertiende vijfling (1978)        | "En het einde is de dood"                            | "Death comes as the end"                                      |
| veertiende vijfling (1978)        | "De klaverheer"                                      | "The king of clubs"                                           |
| vijftiende vijfling (1979)        | "Driehoek op Rhodos"                                 | "Triangle at Rhodes"                                          |
| vijftiende vijfling (1979)        | "Moord is kinderspel"                                | "Murder is easy / Easy to kill"                               |
| vijftiende vijfling (1979)        | "Het drama op kasteel Marsdon"                       | "The tragedy at Marsdon Manor"                                |
| vijftiende vijfling (1979)        | "Rally naar Bagdad"                                  | "They came to Baghdad"                                        |
| vijftiende vijfling (1979)        | "Zwanezang"                                          | "Swan Song"                                                   |
| zestiende vijfling (1980)         | "Moord in het flatgebouw"                            | "The third floor flat"                                        |
| zestiende vijfling (1980)         | "Schuldig in eigen ogen"                             | "Sad cypress"                                                 |
| zestiende vijfling (1980)         | "Moord op het medium"                                | "The last seance"                                             |
| zestiende vijfling (1980)         | "Waarom Evans niet?"                                 | "Why didn't they ask Evans"                                   |
| zestiende vijfling (1980)         | "Wurger in spiegelbeeld"                             | "In a glass darkly"                                           |
| zeventiende vijfling (1981)       | "Een exotische remedie"                              | "Problem at Pollensa Bay"                                     |
| zeventiende vijfling (1981)       | "Drama in drie bedrijven"                            | "Three-act tragedy / Murder in three acts"                    |
| zeventiende vijfling (1981)       | "In naam der liefde"                                 | "The love detectives"                                         |
| zeventiende vijfling (1981)       | "De wraakgodin"                                      | "Nemesis"                                                     |
| zeventiende vijfling (1981)       | "Het Regatta-mysterie"                               | "The Regatta Mystery"                                         |
| achttiende vijfling (1982)        | "Een hond als bruidsschat"                           | "Next to a dog"                                               |
| achttiende vijfling (1982)        | "Moord onder vuurwerk"                               | "Peril at End House"                                          |
| achttiende vijfling (1982)        | "De ongelooflijke diefstal"                          | "The incredible theft"                                        |
| achttiende vijfling (1982)        | "Een olifant vergeet niet gauw"                      | "Elephants can remember"                                      |
| achttiende vijfling (1982)        | "Het suikeroompje"                                   | "Strange jest"                                                |
| negentiende vijfling (1983)       | "De ontevreden majoor"                               | "The case of the discontented soldier"                        |
| negentiende vijfling (1983)       | "Miss Marple met vakantie"                           | "A Carribbean mystery"                                        |
| negentiende vijfling (1983)       | "De rijke vrouw"                                     | "The case of the rich woman"                                  |
| negentiende vijfling (1983)       | "Moord in de Oriënt-Expres"                          | "Murder on the Orient Express"                                |
| negentiende vijfling (1983)       | "Het huis in Shiraz"                                 | "The house at Shiraz"                                         |
| twintigste vijfling (1984)        | "Faillissement in duplo"                             | "Magnolia blossom"                                            |
| twintigste vijfling (1984)        | "De giftige pen"                                     | "The moving finger"                                           |
| twintigste vijfling (1984)        | "Spookjes onder elkaar "                             | "The lamp"                                                    |
| twintigste vijfling (1984)        | "Moord in Mesopotamië"                               | "Murder in Mesopotamia"                                       |
| twintigste vijfling (1984)        | "Edward Robinson wordt een man"                      | "The manhood of Edward Robinson"                              |
| eenentwintigste vijfling (1985)   | "Het avontuur met de Avondster"                      | "The adventure of 'the Western Star"'                         |
| eenentwintigste vijfling (1985)   | "Het ABC-mysterie"                                   | "The ABC murders"                                             |
| eenentwintigste vijfling (1985)   | "Meneer Davenheims verdwijning"                      | "The disappearance of Mr. Davenheim"                          |
| eenentwintigste vijfling (1985)   | "Poirot speelt bridge"                               | "Cards on the table"                                          |
| eenentwintigste vijfling (1985)   | "Het Egyptische koningsgraf"                         | "The adventure of the Egyptian tomb"                          |
| tweeëntwintigste vijfling (1986)  | "De blauwe geranium"                                 | "The blue geranium"                                           |
| tweeëntwintigste vijfling (1986)  | "De spiegel barstte"                                 | "The mirror crack'd from side to side"                        |
| tweeëntwintigste vijfling (1986)  | "Het kruid des doods"                                | "The herb of death"                                           |
| tweeëntwintigste vijfling (1986)  | "Een goochelaarstruc"                                | "They do it with mirrors"                                     |
| tweeëntwintigste vijfling (1986)  | "De inbraak in de bungalow"                          | "The affair at the bungalow"                                  |
| drieëntwintigste vijfling (1987)  | "De vierde man"                                      | "The fourth man"                                              |
| drieëntwintigste vijfling (1987)  | "De moord op Roger Ackroyd"                          | "The murder of Roger Ackroyd"                                 |
| drieëntwintigste vijfling (1987)  | "S.O.S."                                             | "S.O.S."                                                      |
| drieëntwintigste vijfling (1987)  | "Het kromme huis"                                    | "Crooked house"                                               |
| drieëntwintigste vijfling (1987)  | "Het testament"                                      | "Wireless"                                                    |
| vierentwintigte vijfling (1988)   | "De gouden bal"                                      | "The golden ball"                                             |
| vierentwintigte vijfling (1988)   | "Dood van een huistiran"                             | "Appointment with death"                                      |
| vierentwintigte vijfling (1988)   | "Het avontuur van Johnny Waverly"                    | "The adventure of Johnny Waverly"                             |
| vierentwintigte vijfling (1988)   | "Het mysterieuze manuscript"                         | "The secret of chimneys"                                      |
| vierentwintigte vijfling (1988)   | "Een vruchtbare zondag"                              | "A fruitful sunday"                                           |
| vijfentwintigste vijfling (1989)  | "Moord met het meetlint"                             | "The tape-measure murder"                                     |
| vijfentwintigste vijfling (1989)  | "De moordenaar droeg blauw"                          | "Towards zero"                                                |
| vijfentwintigste vijfling (1989)  | "De zigeunerin"                                      | "The gipsy"                                                   |
| vijfentwintigste vijfling (1989)  | "Het vale paard"                                     | "The pale horse"                                              |
| vijfentwintigste vijfling (1989)  | "Het geheim van de blauwe vaas"                      | "The mystery of the blue jar"                                 |
| zesentwintigste vijfling (1990)   | "Ongeluk"                                            | "Accident"                                                    |
| zesentwintigste vijfling (1990)   | "Sprankelend blauwzuur"                              | "Sparkling cyanide"                                           |
| zesentwintigste vijfling (1990)   | "De oudste zoon"                                     | "The Lemesurier inheritance"                                  |
| zesentwintigste vijfling (1990)   | "De zeven wijzerplaten"                              | "The seven dials mystery"                                     |
| zesentwintigste vijfling (1990)   | "Vrouw in nood"                                      | "The case of the distressed lady"                             |
| zevenentwintigste vijfling (1991) | "De kantoorbediende"                                 | "The case of the city clerk"                                  |
| zevenentwintigste vijfling (1991) | "Zoek de moordenaar"                                 | "Dead man's folly"                                            |
| zevenentwintigste vijfling (1991) | "Metamorfose "                                       | "The strange case of Sir Arthur Carmichael"                   |
| zevenentwintigste vijfling (1991) | "Passagier voor Frankfurt"                           | "Passenger to Frankfurt"                                      |
| zevenentwintigste vijfling (1991) | "De verdwenen verloofde "                            | "The case of the missing lady"                                |